# Adore Delano
Adore Delano, pseudonimo di Dani Noriega (Glendora, 29 settembre 1989), è una cantante, attrice, personaggio televisivo e drag queen statunitense, nota per aver partecipato alla sesta edizione di RuPaul's Drag Race, classificandosi tra le prime tre, e per aver partecipato alla seconda edizione di RuPaul's Drag Race All Stars.
Drag queen transgender, ha iniziato la sua carriera come partecipante della sesta e della settima edizione di American Idol, per poi prendere parte come concorrente della sesta edizione di RuPaul's Drag Race e della seconda di RuPaul's Drag Race All Stars.
Ha pubblicato tre album e un EP.

## Discografia

### Album in studio
- 2014 - Till Death Do Us Party
- 2016 - After Party
- 2017 - Whatever

### EP
- 2021 - Dirty Laundry

### Singoli
- 2009 - 24/7 (feat. Diamonique)
- 2014 - D T F
- 2014 - I Adore U
- 2014 - Party
- 2014 - Hello, I Love You
- 2014 - I Look Fuckin' Cool (feat. Alaska Thunderfuck)
- 2014 - My Address Is Hollywood
- 2015 - Jump the Gun
- 2015 - Give Me Tonight
- 2016 - Dynamite
- 2016 - Take Me There
- 2016 - I.C.U.
- 2017 - Negative Nancy
- 2017 - Whole 9 Yards
- 2018 - 27 Club